# Sylvisorex howelli
Sylvisorex howelli es una especie de musaraña de la familia Soricidae.

## Distribución geográfica
Es endémica de Tanzania.

## Hábitat
Su hábitat natural son: montañas húmedas subtropicales o tropicales